# 小米电视
小米电视是由小米科技公司开发的47英寸3D智能电视产品，以其自主研发的MIUI TV系统为平台。小米在2013年9月5日的年度发布会上正式宣布推出此产品，并于9月16日发布工程机，10月中旬出产正式版。

## 概述
小米科技官方在广告语中将这款产品描述为“年轻人的第一台电视”。这款产品搭载了高通骁龙600 MPQ8064处理器平台，其中CPU为四核Krait架构，运算频率1.7GHz，GPU则采用了Adreno 320芯片。机内配备了2GB RAM，8GB ROM。屏幕采用了LG或三星的1080p高清屏。
雷军表示，小米电视是“电视+小米盒子+安卓游戏机”组合。

## 媒体评论
有媒体认为，小米电视的发布，标志着小米科技正式进军智能电视市场。

## 外部連結
- 小米电视官方网站 （页面存档备份，存于）
- 小米电视新浪微博 （页面存档备份，存于）